# Louis-Victor Baillot

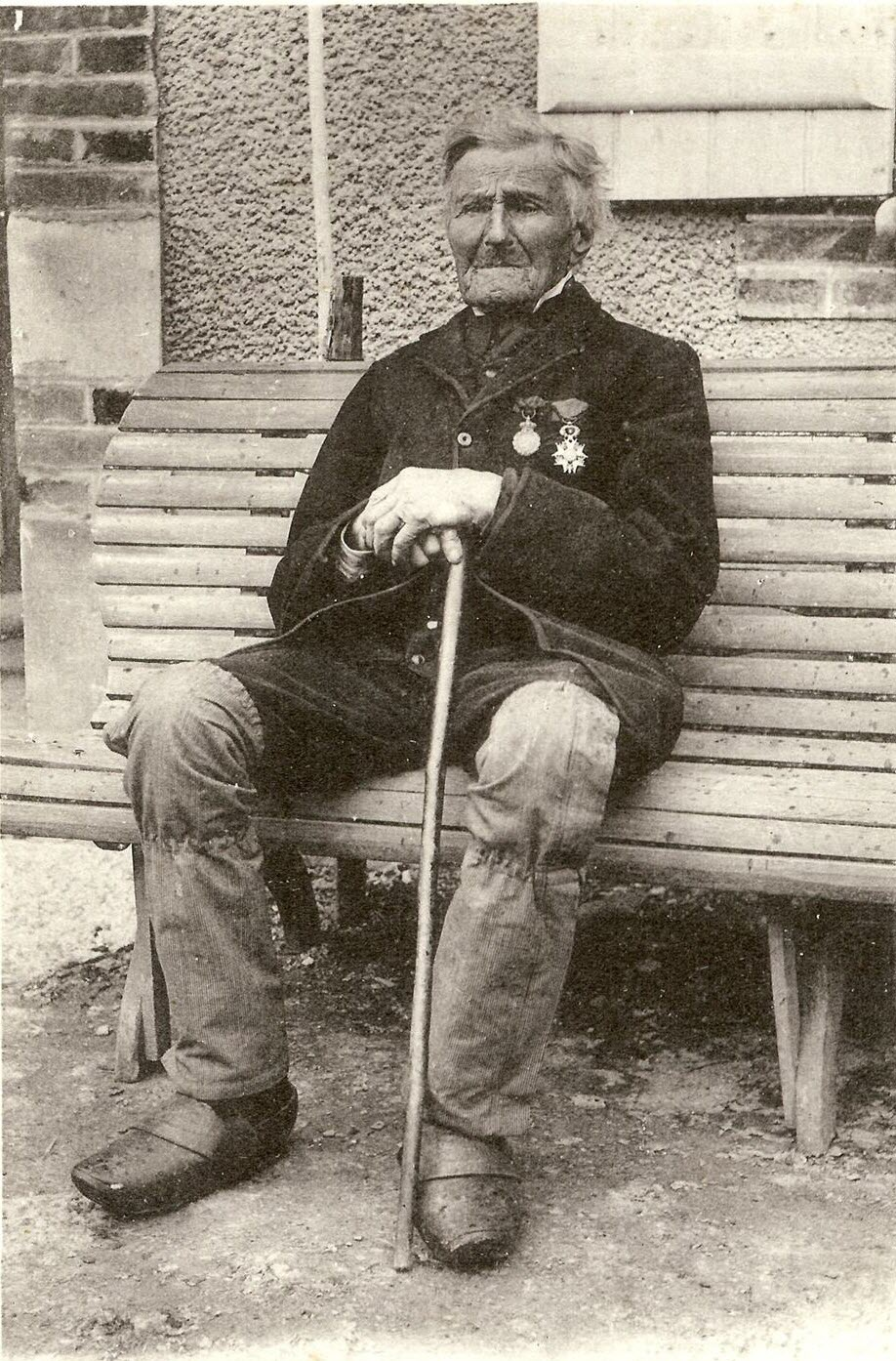
Baillot mit St. Helena Medaille und Kreuz des Ritters der Ehrenlegion (22. April 1897)

Louis-Victor Baillot (* 9. April 1793 in Percey; † 3. Februar 1898 in Carisey) war ein französischer Soldat.

## Leben
Baillot nahm als Soldat im französischen Heer Napoleon Bonapartes an den Koalitionskriegen teil. Nach dem ersten Ende der Herrschaft Napoleons durch die Befreiungskriege wurde er aus dem Militärdienst entlassen. Nach der Rückkehr Napoleons wurde Baillot während der Herrschaft der 100 Tage abermals mobilisiert und nahm 1815 an der Schlacht bei Waterloo teil. Den Rest seines Lebens verbrachte er relativ unauffällig, wie zahllose andere Veteranen auch, bis er ein sehr hohes Alter erreichte, was ihm nationale Aufmerksamkeit brachte.
Er gilt als der letzte überlebende französische Veteran dieser Schlacht. Auf preußischer Seite war August Schmidt (1795–1899) der letzte Schlachtteilnehmer. In jedem Fall kam Baillot in der Erinnerungskultur Frankreichs Ende des 19. Jahrhunderts aufgrund seiner Rolle als letzter Zeitzeuge einige Bedeutung zu. Er gilt außerdem als der letzte überlebende Soldat von Napoleons Heeren mit französischer Staatsangehörigkeit überhaupt („le dernier de tous, le dernier des soldats de Napoléon, Louis-Victor Baillot“). Zudem war er der letzte französischer Träger der St. Helena Medaille („le dernier médaillé de Sainte-Hélène“), die allen ehemaligen Soldaten Napoleons verliehen wurde.

## Dienstdaten
- Füsilier der 3. Kompanie des 3. Bataillons des 105. Infanterie-Regiments, vom 25. November 1812 bis 13. August 1814.
- Erneut mobilisiert als Füsilier im 105. Infanterie-Regiment im April 1815.

## Ehrungen
- Ritter der Ehrenlegion (verliehen am 28. Februar 1896).[1] Persönlich ausgezeichnet durch den französischen Präsidenten Félix Faure.[2]
- St. Helena Medaille (1857)[6]
- Sein Grab in Flogny-la-Chapelle, trägt die – nicht korrekte – Inschrift „Der Letzte von Waterloo“ („Le dernier de Waterloo – Victor Baillot – Médaillé de Sainte-Hélène – Chevalier de la Légion d'Honneur – Mort à 105 ans“).
- An seinem ehemaligen Wohnhaus in Carisey ist eine Plakette angebracht, die an ihn erinnert.[7]
- Zu seinen Ehren wurde eine Medaille geprägt.[8]